# Lesbra
Lesbra is een kevergeslacht uit de familie van de boktorren (Cerambycidae). De wetenschappelijke naam van het geslacht werd voor het eerst geldig gepubliceerd in 1959 door Dillon & Dillon.

## Soorten
Lesbra is monotypisch en omvat slechts de volgende soort:
- Lesbra graueri (Hintz, 1916)